# Monument bij de St. Stevenstoren
Het monument bij de St. Stevenstoren is een Nederlands oorlogsmonument in Nijmegen, bevattende een sculptuur van wit natuursteen, waarop een kind dat naar de hemel gedragen wordt door een engel staat afgebeeld. Het is geplaatst op een granieten voetstuk met daarop een plakkaat. Het beeld is gemaakt door de kunstenaar Mari Andriessen en geplaatst op 17 september 1959.

## Ontstaansgeschiedenis
Het standbeeld is ter nagedachtenis aan de vele slachtoffers die Nijmegen heeft verloren in de oorlogsjaren. In de verschillende fases van de tweede wereldoorlog is Nijmegen het slachtoffer geweest van verschillende oorlogsdaden. Tijdens de bezetting en de eerste fase van de oorlog kostte dit de stad om en nabij de 400 burgers. Het grootste aantal slachtoffers is gevallen tijdens het verkeerd ingeschatte bombardement van 22 februari 1944 waarbij het eigenlijke doel het station was, maar meerdere bommen in het stadscentrum vielen, waarbij 800 slachtoffers vielen. Ook heeft Nijmegen langere tijd als frontlinie een belangrijke functie gehad voor de bevrijding en hierbij zijn nogmaals 700 slachtoffers gevallen. Na de oorlog wilden veel gemeenten in Nederland een oorlogsmonument hebben. Mari Andriessen werd een van de meest gewilde kunstenaars om deze monumenten vorm te geven. Hij kreeg de opdracht van Nijmegen om een beeld te maken voor de omgekomen stadsgenoten tijdens de oorlogsjaren. Het plakkaat dat is bevestigd aan het granieten voetstuk luidt dan ook:
TER NAGEDACHTENIS AAN DE NIJMEEGSE BURGERS

VOOR EN NA DE BEVRIJDING VAN HUN STAD

ALS WEERLOZE SLACHTOFFERS VAN HET

OORLOGSGEWELD UIT HET LEVEN GERUKT

1940 - 1945'.

## Vormgeving
Het beeld, gelegen aan de voet van de St. Stevenstoren op het St. Stevenskerkhof, is op een abstracte manier weergegeven. In de eerste jaren na de oorlog was het lastig voor gemeentes om te bepalen hoe een oorlogsmonument er uit moest zien. Van zijn meester, Jan Bronner, had Andriessen geleerd dat een beeld duidelijk, overzichtelijk en helder moest zijn. Zijn stijl drukt hij uit in een thema van de moderne mens die niet gebonden is aan de architectonische context, maar juist geplaatst is op een voetstuk. De nadruk bij zijn werken ligt op de grote vorm. Andriessen behoort tot het 'kunstenaarscollectief' De Groep, wiens traditionele figuratieve beeldhouwers een belangrijk rol speelden in de naoorlogse Nederlandse kunst.

## Bijzonderheden
Het bijzondere aan dit kunstwerk ligt vooral bij de kunstenaar zelf. Zijn actieve houding tijdens de Nederlandse bezetting geeft het kunstwerk een extra lading. Zo weigerde hij allereerst lid te worden van de Nederlandsche Kultuurkamer, hij zou hier als ‘Arische’ kunstenaar bij horen volgens de nationaalsocialistische leer. Door dit te weigeren kreeg Andriessen als kunstenaar amper opdrachten tijdens de oorlog. Ook hield Andriessen joodse onderduikers verborgen en verborg hij wapens in zijn voormalig atelier.